# Streets of Blood
Streets of Blood är en amerikansk dramafilm från 2009 i regi av Charles Winkler med Val Kilmer, 50 Cent, Michael Biehn och Sharon Stone i huvudrollerna.

## Handling
I det av orkanen Katrina härjade New Orleans är undercoveragenten Andy (Val Kilmer), en veteran i narkotikabranschen, och hans hispiga oerfarna partner Stan (Curtis Jackson) på jakt efter information om en lokal knarkkung. Under ett förhör av en knarklangare, blir denne plötslig skjuten rätt framför näsan på dem. När de sedan kommer tillbaka till polisstationen blir de grundligt förhörda och utsatta för en psykiatrisk utredning. Samtidigt får de reda på att knarkkungen de letar efter är en korrupt, före detta polis, som fortfarande har kvar kontakter inom poliskåren. Andy avslöjar också att hans tidigare kollega, som förmodades ha dött under orkanen Katrina, har blivit mördad. Han och hans nya partner är fast beslutna att undersöka mordet.

## Rollista i urval
- Val Kilmer - Andy
- Curtis Jackson - Stan
- Sharon Stone - Nina
- Michael Biehn - Michael Brown
- Jose Pablo Cantillo - Pepe
- Brian Presley - Barney
- Barry Shabaka Henley - Captain Friendly
- Luis Rolon - Chamorro